# Jefferson-Lee Joseph
Pour les articles homonymes, voir Joseph.

a Compétitions nationales et continentales officielles uniquement.

b Matchs officiels uniquement.
Dernière mise à jour le 19 juillet 2024.
Jefferson-Lee Joseph, né le 29 août 2002, est un joueur français de rugby à XV et international français de rugby à sept évoluant au poste d'ailier avec l'USA Perpignan.
En rugby à sept, il est notamment médaillé d'or durant les Jeux olympiques 2024. 

## Biographie

### En club
Jefferson-Lee Joseph est d'origine guadeloupéenne. Son père est le chanteur dominiquais Jeff Joseph, décédé en 2011,. Il découvre le rugby à XV lors de son arrivée à Duras dans le Lot-et-Garonne. Il effectue ensuite une section sport-étude à Talence.
Le 15 avril 2022, Jefferson-Lee Joseph dispute son premier match professionnel avec le SU Agen, en Pro D2 face à Oyonnax Rugby. Il inscrit un essai au cours de la rencontre. Pour son premier match au stade Armandie le 10 février 2023, il inscrit son deuxième essai face au Stade montois.
En février 2023, il prolonge de deux saisons avec le SU Agen dans le cadre d'un contrat espoir.
En juin 2024, il signe un contrat de quatre ans avec l'USA Perpignan.

### En sélection

#### Équipe de France des moins de 20 ans
Jefferson-Lee Joseph est international avec l'équipe de France des moins de 18 ans.
Le 11 février 2022, il dispute son premier match avec l'équipe de France de rugby à XV des moins de 20 ans dans le cadre du Tournoi des Six Nations, face à l'Irlande. Deux semaines plus tard, lors du match face à l'Écosse, il est exclu après douze minutes de jeu.
Il dispute ensuite deux autres rencontres au début de l'été 2022 dans le cadre des Six Nations Summer Series, face à l'Angleterre et l'Afrique du Sud.

#### Équipe de France à sept
En début de saison 2023-2024, il intègre l'équipe de France de rugby à sept. Il intègre l'équipe senior au tournoi d'Elche avant de faire ses débuts au tournoi de Hong Kong, avec l'obtention d'une médaille de bronze. Avec les Bleus du sept, il remporte le SVNS 2023-2024, avec notamment le trentième essai international de Joseph en finale contre l'Argentine.
À l'été 2024, il est sélectionné pour disputer les Jeux olympiques de Paris et remporte la médaille d'or.

## Palmarès
- Avec l'équipe de France à sept : 
  -  Troisième du tournoi de Vancouver en 2024
  -  Vainqueur du tournoi de Los Angeles 2024[12],[13]
  -  Vainqueur de la série mondiale 2023-2024 (Tournoi de Madrid)[14]
  -  Champion olympique 2024

## Distinctions

### Décorations
Chevalier de la Légion d'honneur (décret du 23 septembre 2024)